# Manis javanica
Manis javanica (панґолін яванський) — вид панголінів. Поширення: Південно-Східна Азія: південна М'янма, Таїланд, південний Лаос, В'єтнам, Камбоджа і півострів Малайзія. Крім того, Суматра, Ява, Борнео і прилеглі дрібні острови. Зустрічається у високих і вторинних лісах, так само як і на культивованих площах, в тому числі садах. Найчастіше бачили по дорогах у нічний час, де він малорухомий і помітний, хоч очі відображають дуже мало світла ліхтарів.

## Морфологія
Морфометрія. Довжина голови й тіла: 400—650, довжина хвоста: 350—560 (80—90% довжини голови й тіла), довжина задньої ступні: 61—97. Вага до 7 кг.
Опис. Характерно коричнюватий, лускатий ссавець, з довгими кігтями. Голова і хвіст довгі й тонкі, тримаються нижче рівня тіла, коли тварина рухається по землі. Хвіст обгортається навколо тіла, коли тварина потривожена, для захисту не лускатого низу. Зовнішні частини вуха непомітні, зводяться до невеликого хребця; лусочки по верхній частині голови продовжуються майже до ніздрів, передні кігті менш ніж на 50% довші, ніж задні кігті; чіпкий хвіст відносно довгий, з близько 30 лусками по краю і добре розвиненою, гладкою, залозистою накладкою на нижній частині для охоплення навколо гілок. Подібний вид, Manis pentadactyla, має відносно великі, помітні вуха, більш довгі передні кігті і коротший хвіст з менш ніж 20 лусками по краю.

## Поведінка і відтворення
Зазвичай нічний, поодинокий, спить протягом дня в підземних норах. Їжа складається виключно з мурашок і термітів, взятих із гнізда на деревах, на землі або під землею. гнізда комах відкриваються сильно пазуристими лапами і вміст злизується довгими, липким язиком.

## Загрози та охорона
Перебувають під загрозою зникнення. Чисельність скоротилося більш ніж на 90 відсотків в деяких частинах ареалу, у зв'язку з незаконним захопленням та полювання. Захищений національним законодавством у Бангладеші, Індонезії, Малайзії, М'янмі, Філіппінах, Сінгапурі й Таїланді. Проживає на природоохоронних територіях, але все одно на нього ведеться полювання на деяких охоронних територіях, особливо в Таїланді.

## Виноски
1. ↑  Станіславівський Натураліст. Архів оригіналу за 5 грудня 2013. Процитовано 10 липня 2011.
2. 1 2 3 4  Charles M. Françis A field guide to the mammals of South-East Asia - New Holland Publishers, 2008, p. 174
3. ↑  Вебсайт [Архівовано 1 серпня 2011 у Wayback Machine.] МСОП